# أوديت بالما
أوديت بالما (بالإسبانية: Odette Palma) هي منافسة ألعاب القوى تشيلية، ولدت في 7 أغسطس 1982 في أوسورنو في تشيلي.

## وصلات خارجية
- أوديت بالما على موقع الاتحاد الدولي لألعاب القوى (الإنجليزية)